# Pierwszy gabinet Boba Hawke’a
Pierwszy gabinet Boba Hawke’a – pięćdziesiąty piąty gabinet federalny Australii, urzędujący od 11 marca 1983 do 13 grudnia 1984 roku. Był gabinetem jednopartyjnym Australijskiej Partii Pracy (ALP), dla której jego utworzenie oznaczało powrót do władzy po ponad siedmioletniej przerwie. 

## Okoliczności powstania i dymisji
Gabinet powstał po wyborach z marca 1983, w których rządząca od listopada 1975 koalicja Liberalnej Partii Australii (LPA) i Narodowej Partii Wiejskiej (NCP) została pokonana przez opozycyjną dotąd ALP. Kolejne wybory odbyły się przedterminowo pod koniec 1984 roku. ALP utrzymała w nich władzę, a premier Bob Hawke sformował następnie swój drugi gabinet. 

## Skład
| stanowisko                                                                              | osoba                                                                 | od               | do               |
| --------------------------------------------------------------------------------------- | --------------------------------------------------------------------- | ---------------- | ---------------- |
| premier                                                                                 | Bob Hawke                                                             | 11 marca 1983    | 13 grudnia 1984  |
| wicepremier                                                                             | Lionel Bowen                                                          | 11 marca 1983    | 13 grudnia 1984  |
| minister handlu                                                                         | Lionel Bowen                                                          | 11 marca 1983    | 13 grudnia 1984  |
| minister wspierający premiera w kwestiach relacji rządu federalnego z rządami stanowymi | Lionel Bowen                                                          | 11 marca 1983    | 13 grudnia 1984  |
| minister przemysłu i gospodarki                                                         | John Button                                                           | 11 marca 1983    | 13 grudnia 1984  |
| minister zabezpieczenia społecznego                                                     | Donald Grimes                                                         | 11 marca 1983    | 13 grudnia 1984  |
| minister zatrudnienia i warunków pracy                                                  | Ralph Willis                                                          | 11 marca 1983    | 13 grudnia 1984  |
| minister wspierający premiera w kwestiach służby cywilnej                               | Ralph Willis                                                          | 11 marca 1983    | 28 czerwca 1983  |
| minister wspierający premiera w kwestiach służby cywilnej                               | John Dawkins                                                          | 14 lipca 1983    | 13 grudnia 1984  |
| minister wspierający premiera w kwestiach warunków zatrudnienia służby cywilnej         | Ralph Willis                                                          | 28 czerwca 1983  | 13 grudnia 1984  |
| minister skarbu                                                                         | Paul Keating                                                          | 11 marca 1983    | 13 grudnia 1984  |
| wiceprzewodniczący Federalnej Rady Wykonawczej                                          | Mick Young                                                            | 11 marca 1983    | 14 lipca 1983    |
| wiceprzewodniczący Federalnej Rady Wykonawczej                                          | Lionel Bowen                                                          | 14 lipca 1983    | 13 grudnia 1984  |
| specjalny minister stanu                                                                | Mick Young                                                            | 11 marca 1983    | 14 lipca 1983    |
| specjalny minister stanu                                                                | W dniach 14.07.1983-21.01.1984 stanowisko pozostawało poza gabinetem. |                  |                  |
| specjalny minister stanu                                                                | Mick Young                                                            | 21 stycznia 1984 | 13 grudnia 1984  |
| minister imigracji i spraw narodowościowych                                             | Stewart West                                                          | 11 marca 1983    | 4 listopada 1983 |
| minister imigracji i spraw narodowościowych                                             | Stewart West                                                          | 3 kwietnia 1984  | 13 grudnia 1984  |
| minister zasobów i energii                                                              | Peter Walsh                                                           | 11 marca 1983    | 13 grudnia 1984  |
| minister spraw zagranicznych                                                            | Bill Hayden                                                           | 11 marca 1983    | 13 grudnia 1984  |
| minister edukacji i młodzieży                                                           | Susan Ryan                                                            | 11 marca 1983    | 13 grudnia 1984  |
| minister wspierająca premiera w kwestiach statusu kobiet                                | Susan Ryan                                                            | 11 marca 1983    | 13 grudnia 1984  |
| prokurator generalny                                                                    | Gareth Evans                                                          | 11 marca 1983    | 13 grudnia 1984  |
| minister obrony                                                                         | Gordon Scholes                                                        | 11 marca 1983    | 13 grudnia 1984  |
| minister finansów                                                                       | John Dawkins                                                          | 14 lipca 1983    | 13 grudnia 1984  |
| minister przemysłu podstawowego                                                         | John Kerin                                                            | 4 listopada 1983 | 13 grudnia 1984  |

Daty podane w powyższej tabeli oznaczają dzień wejścia danej osoby w skład gabinetu lub odejścia z niego. Niektórzy ministrowie mogli pełnić swoje stanowiska również w innym czasie, ale w ramach tzw. outer ministry, czyli części rządu o randze niższej niż gabinet.